# نصيف قزمان
نصيف قزمان رجل أعمال مصري يتملك جريدة الفجر وبوابة الفجر الصحيفة الرقمية التابعة لها، ويرأس مجلس إدارة جريدة الفجر. تم تقديم عدد من البلاغات ضده بسبب توجه جريدة الفجر الناقد للمؤسسة الدينية الرسمية الأزهر، وكذلك في عهد الرئيس السابق مرسي، لما نشرته الجريدة من انتقادات لجماعة الإخوان المسلمين والرئيس مرسي. 
يملك قزمان كذلك شركة صوت الدلتا للإنتاج، وهي شركة متخصصة في مجال إنتاج الأغاني العربية. على الأرجح، تمكن قزمان من الاستثمار في مجال الإعلام في عهد الرئيس الأسبق من خلال علاقات جيدة مع نظام مبارك.